# Prairie d'herbes hautes

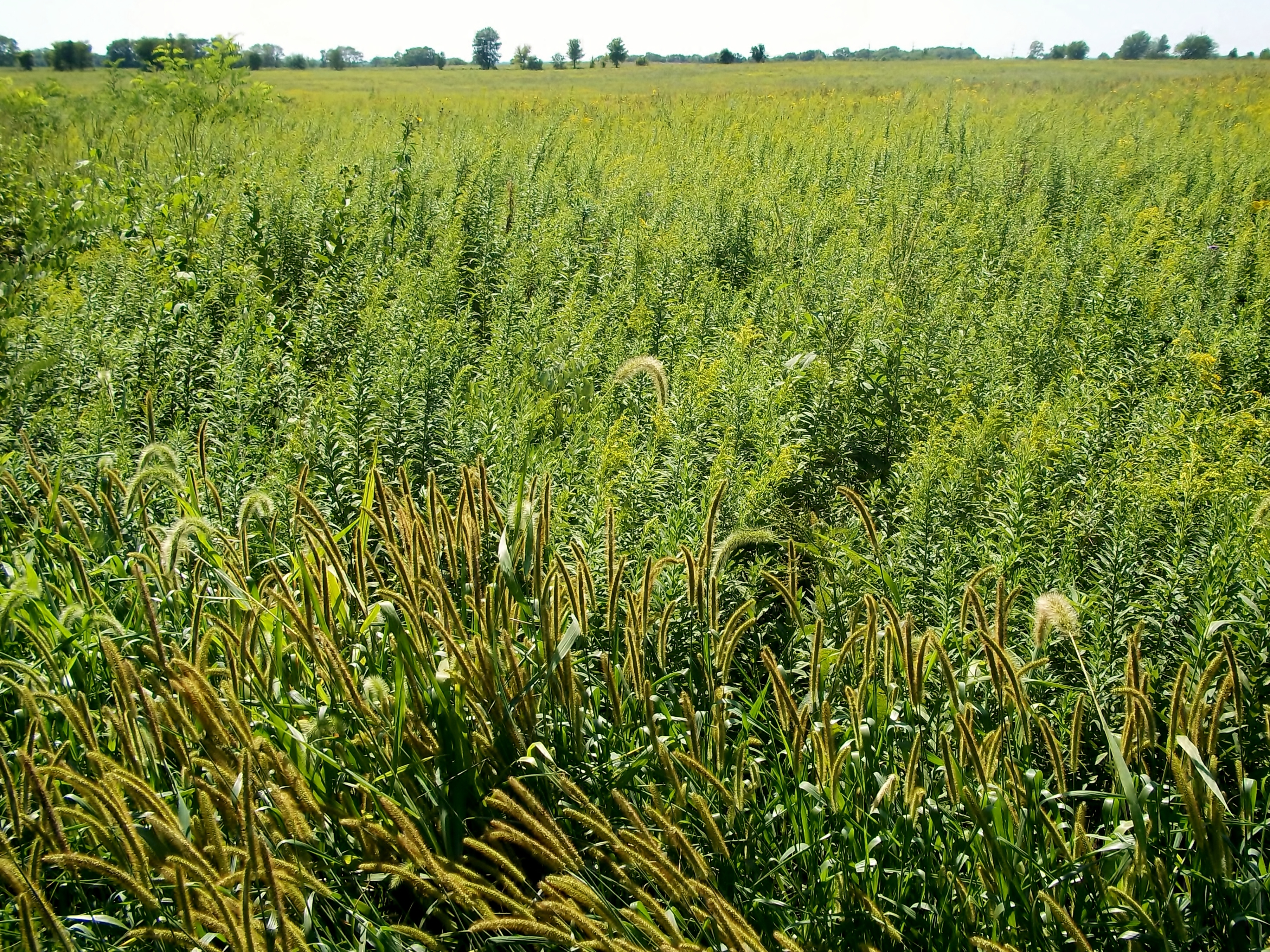
Réserve de prairie d'herbes hautes de Midewin National Tallgrass Prairie (Illinois).

La prairie d'herbes hautes est un écosystème indigène de la région centrale de l'Amérique du Nord.  Les incendies, qu'ils soient d'origine naturelle ou anthropique, ainsi que le pâturage par les grands mammifères (principalement les bisons) sont les facteurs historiques de perturbation périodique, qui régulent l'empiètement par les arbres, recyclent les éléments nutritifs dans le sol et catalysent certains processus de dispersion et de germination des graines. 
Avant la généralisation de l'usage de la charrue en acier, qui a permis leur conversion en terres agricoles, les prairies d'herbes hautes s'étendaient dans tout le Midwest américain et de plus petites parties du centre-sud du Canada. Cette région est délimitée à l'est par les écotones de transition des forêts de l'est de l'Amérique du Nord, à l'ouest par un seuil climatique basé sur les précipitations et les sols, au sud par les confins des collines de Flint, en Oklahoma, et au nord par une transition vers la forêt au Manitoba.
Ces prairies se rencontraient typiquement dans les écorégions suivantes : transition centrale forêt-prairies, prairies d'herbes hautes centrales, transition forêt-savanne du Midwest supérieur et prairies d'herbes hautes du Nord.  Elles ont prospéré dans les régions aux sols riches en lœss et avec des précipitations modérées, de 760 à 890 mm par an. À l'est se trouvaient les savannes orientales  maintenues par les incendies. Au nord-est, où les incendies étaient rares et où les chablis périodiques représentaient la principale source de perturbation, la forêt de hêtres et d'érables était dominante. En revanche, la prairie d'herbes courtes était typique des Grandes Plaines occidentales, où la pluviométrie est moins fréquente et dont les sols sont moins fertiles. En raison du grand développement de l'utilisation des terres agricoles, il reste très peu de prairies d'herbes hautes.

## Écosystème
La prairie d'herbes hautes est capable de supporter une biodiversité importante. Certaines parties de l'écorégion sont classées parmi les « dix premières ecorégions pour les reptiles, les oiseaux, les papillons et les espèces d'arbres. Les espèces d'herbes hautes se trouvent dans la couche de sous-bois »
Des espèces d'arbres, telles que les chênes (Quercus marilandica, chêne du Maryland, et Quercus stellata, chêne étoilé) et les caryers (Carya), sont présentes dans certaines régions, mais généralement dans des densités modérées. Le bison ( Bison bison ) était une espèce dominante.
Le biome de la prairie d'herbes hautes dépend pour sa survie et son renouvellement des feux de prairie, une forme de feu de forêt.
Les plantules d'arbres et les espèces introduites intrusives, sans tolérance au feu, sont éliminées par les incendies périodiques. De tels feux peuvent être déclenchés par l'homme (par exemple, les Amérindiens se servaient des feux pour favoriser les bisons et faciliter la chasse, les déplacements et la visibilité) ou  naturellement par la foudre.

## Limites

Étendue des prairies d'herbes hautes en relation avec les Grandes Plaines.
Prairie d'herbes courtes
Prairie d'herbes mixtes
Prairie d'herbes hautes

Comme son nom l'indique, la caractéristique la plus évidente de la prairie d'herbes hautes est son peuplement de graminées de grande taille, telles que Sorghastrum nutans (herbe des indiens), Andropogon gerardii (barbon de Gérard), Schizachyrium scoparium et Panicum virgatum(panic érigé ou millet vivace). La hauteur moyenne de ces plantes varie de 1,5 à 2 mètres, mais peut atteindre occasionnellement de 2,5 à 3 mètres.
Les Prairies comprennent également une grande proportion de plantes herbacées à feuilles larges (ou phorbes), appartenant notamment aux genres Amorpha,  Silphium, Liatris, Helianthus,  Aster, Symphyotrichum, Echinacea et Rudbeckia.
Techniquement, les prairies ont une couverture en arbres limité à 5 à 11 %. Une formation végétale à dominante graminéenne qui compte de 10 à 49 % de couverture en arbres est une savane.
Après l'invention de la charrue en acier par John Deere, ce sol fertile est devenu l'une des ressources les plus importantes des États-Unis. Plus de 95 % de la superficie originale de la prairie d'herbes hautes est maintenant convertie en terre agricole.

## Vestiges

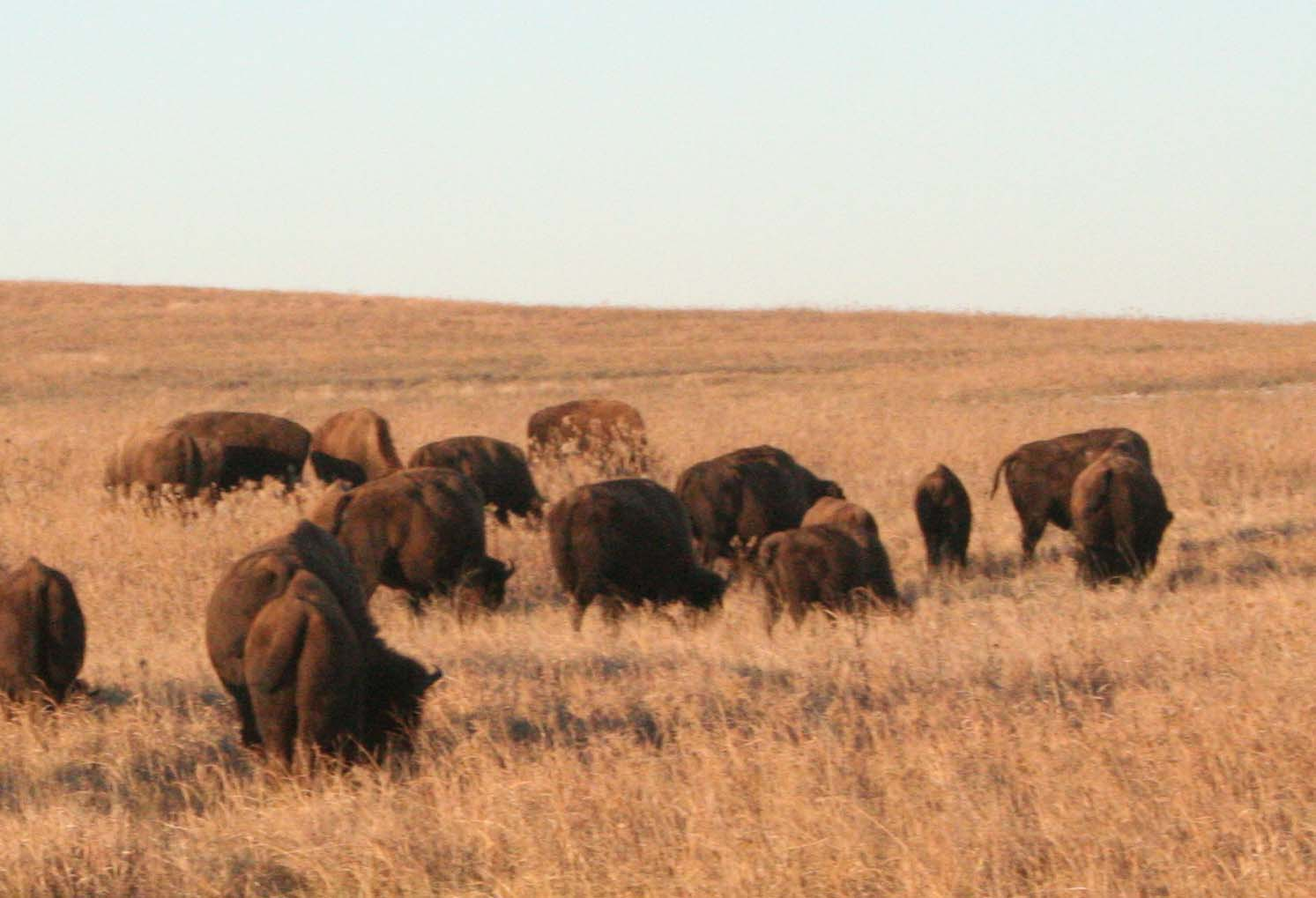
Bisons en train de brouter dans la Tallgrass Prairie Nature Preserve dans le comté d'Osage (Oklahoma).

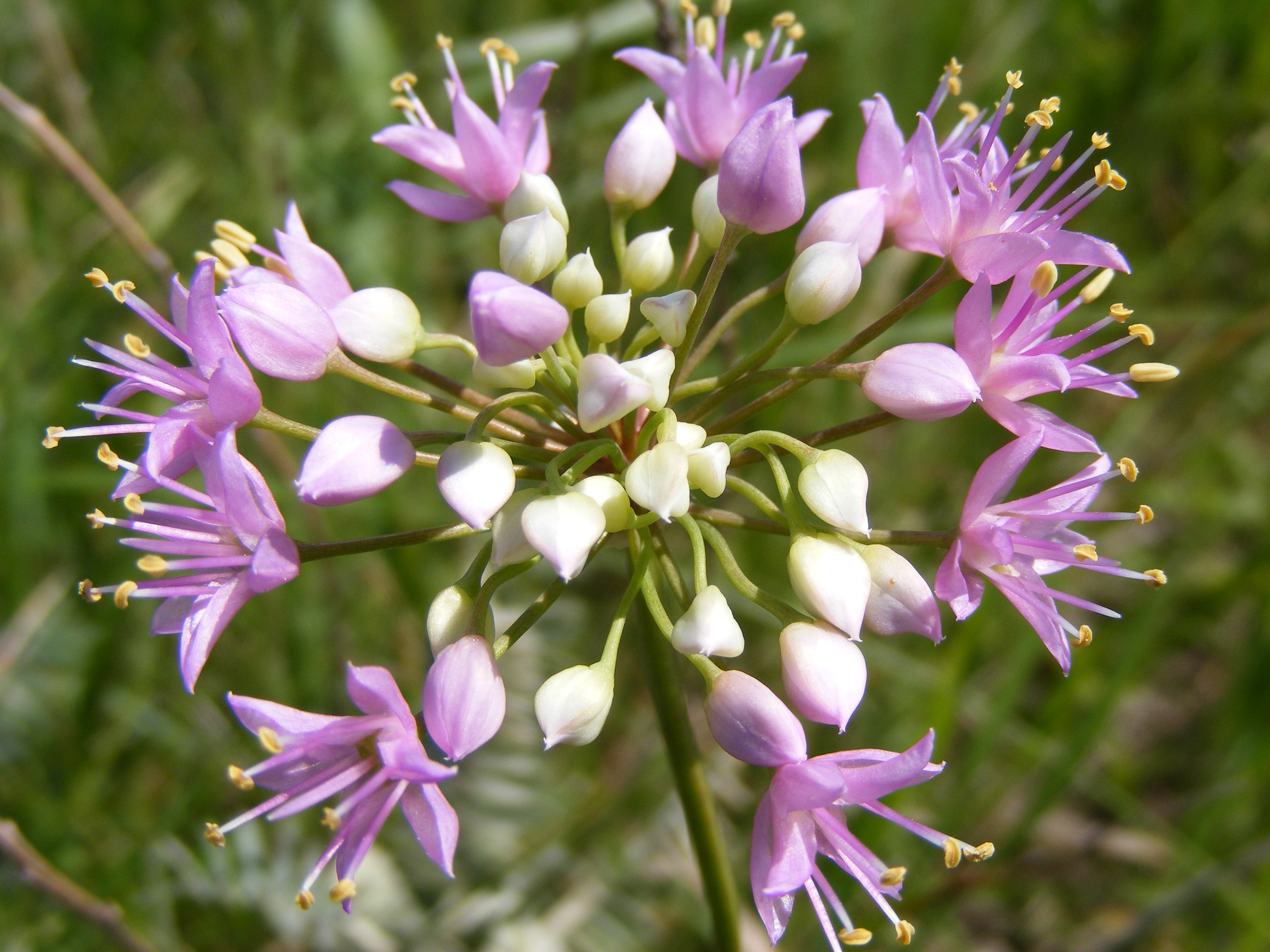
Ail étoilé (Allium stellatum) en fleurs dans la prairie d'herbes hautes du Waubay Wetland Management District (Dakota du Sud).

La prairie d'herbes hautes survit dans des zones impropres au labourage : les collines rocheuses des Flint Hills, qui s'étendent du nord au sud dans le centre est du Kansas ; la frange orientale est de la vallée de la Rivière Rouge (Tallgrass Aspen Parkland) dans le Manitoba et le Minnesota ; le Coteau des Prairies, qui s'étend du Dakota du Sud et du Minnesota jusque dans l'Iowa ; et l'extrême nord de l'Oklahoma. Dans l'Oklahoma, la prairie d'herbes hautes a été entretenue par les éleveurs, qui ont vu dans ces graminées de grande taille des zones de pâturage de premier choix pour  le bétail.
La réserve naturelle de  Tallgrass Prairie Preserve, de 158 km2, dans le comté d'Osage (Oklahoma), et celle plus petite (44,1 km2) de Tallgrass Prairie National Preserve dans le Kansas, s'efforcent de maintenir cet écosystème dans sa forme naturelle.  On a réintroduit le Bison des plaines (Bison bison bison) dans ces vastes étendues de graminées.
Parmi les autres réserves américaines figurent la Midewin National Tallgrass Prairie dans l'Illinois, la Broken Kettle Preserve et le Neal Smith National Wildlife Refuge dans l'Iowa, la Konza Prairie dans le Kansas et le Prairie State Park dans le Missouri.  Dans l'est du Dakota du Nord se trouve la Sheyenne National Grassland, seul parc de ce type (Prairie nationale) sur la prairie d'herbes hautes. Plusieurs petites réserves de prairies d'herbes hautes se trouvent dans le comté de Cook (Illinois), dont la Gensburg-Markham Prairie (National Natural Landmark).
L'extension originelle de la prairie d'herbes hautes au Canada couvrait 6000 km² de plaines dans la vallée de la Rivière Rouge, au sud-ouest de Winnipeg (Manitoba).  
Alors que la majeure partie de la prairie d'herbes hautes du Manitoba a été détruite par l'expansion de l'agriculture et de l'urbanisation, des zones relativement petites persistent. Un des plus grands blocs de prairie d'herbes hautes subsistant au Manitoba est protégé par plusieurs partenaires dans une zone de réserve appelée Tallgrass Aspen Parkland.  La Manitoba Tall Grass Prairie Preserve, qui occupe de petites parties des municipalités rurales de Stuartburn et Franklin, constitue une partie du Tallgrass Aspen Parkland. Cette réserve contient environ 4 000 ha de prairie d'herbes hautes, l'aspen parkland et des zones humides.
Une petite poche de moins de 5 km² de prairie d'herbes hautes subsiste dans le coin sud-ouest de Windsor (Ontario), protégé par les zones naturelles d'Ojibway Park, et de Spring Garden, classée zone d'intérêt naturel et scientifique, avec les parcs interconnectés : Black Oak Heritage Park, Ojibway Prairie Provincial Nature Reserve, et Tallgrass Prairie Heritage Park.  Tous ces sites, ainsi que la réserve naturelle provinciale, sont gérés par le service Parks & Recreation de la ville de Windsor.